# Infinity Nado
Az Infinity Nado (eredeti cím: 战斗王之飓风战魂) 2012 és 2015 között vetített kinai televíziós 2D-s számítógépes animációs sorozat, amelynek alkotói Liao Guang Zu és Huang Hal Qing. Az animációs játékfilmsorozat rendezője Liu Yi. A zenéjét a Guangzhou Sing You Yin Hua Ltd. szerezte. A tévéfilmsorozat producerei Liao Guang Zu és Huang Hal Qing. Műfaja fantasy akciófilmsorozat. Kínában a LeTV kezdte el vetíteni 2012 augusztusában. Magyarországon 2019. március 2-án az RTL Klub tűzte műsorára a harmadik évaddal.

## Szereplők
| Szereplő                      | Eredeti hang | Magyar hang           |
| ----------------------------- | ------------ | --------------------- |
| Jin                           | Li Xu Qiao   | Bogdán Gergő          |
| Dawn                          | Liu Xiao Cui | Berkes Bence          |
| Davis                         | Shen Ke      | Markovics Tamás       |
| Cecilia                       | Liu Hong Yun | Gulás Fanni           |
| Eli                           | TBA          | Sándor Barnabás       |
| Bill                          | TBA          | Gubányi György István |
| Lynn                          | TBA          | Csifó Dorina          |
| Kiehl                         | TBA          | Szabó Andor           |
| Dr. Louis/A Mértékletes Arész | TBA          | Molnár Levente        |
| Dodd/Pandora                  | TBA          | Pálmai Szabolcs       |

### Magyar változat
- Bemondó: Korbuly Péter
- Magyar szöveg: Szász Andrea (3x01-3x04), Imri László (3x05-)
- Szinkronrendező: Jólesz Dávid

## Epizódok

### 3. évad
| #   | Angol cím                          | Magyar cím                | Eredeti premier     | Olasz premier        | Magyar premier    |
| --- | ---------------------------------- | ------------------------- | ------------------- | -------------------- | ----------------- |
| 1.  | Awakened Nado                      | A Nado ébredése           | 2015. szeptember 3. | 2016. július 17.     | 2019. március 2.  |
| 2.  | Reunion of friends                 | Újra együtt               | 2015. szeptember 3. | 2016. július 17.     | 2019. március 3.  |
| 3.  | Nado crisis                        | Vészhelyzetben            | 2015. szeptember 3. | 2016. július 17.     | 2019. március 9.  |
| 4.  | Mysterious thief Dodd              | Dodd, a fantomtolvaj      | 2015. szeptember 3. | 2016. július 17.     | 2019. március 10. |
| 5.  | Tacit understanding test           | Páros párbaj              | 2015. szeptember 3. | 2016. július 21.     | 2019. március 16. |
| 6.  | The King family                    | A King família            | 2015. szeptember 3. | 2016. július 21.     | 2019. március 17. |
| 7.  | Fighting on the Highwire           | Kötéltánc                 | 2015. szeptember 3. | 2016. július 21.     | 2019. március 23. |
| 8.  | Ultra accelerating contest         | Aki másnak vermet ás      | 2015. szeptember 3. | 2016. július 21.     | 2019. március 24. |
| 9.  | First battle with Flare Star       | Az árnyékcápa             | 2015. szeptember 3. | 2016. szeptember 28. | 2019. március 30. |
| 10. | Fight for Airship                  | Kalandok a léghajón       | 2015. szeptember 3. | 2016. szeptember 29. | 2019. március 31. |
| 11. | Union of Brother and sister        | A bazaltróka ereje        | 2015. szeptember 3. | 2016. október 3.     | 2019. április 6.  |
| 12. | Battle caused by cooking           | Konyhai bonyodalmak       | 2015. szeptember 3. | 2016. október 4.     | 2019. április 7.  |
| 13. | Split between Brother and sister   | Testvérek között          | 2015. szeptember 3. | 2016. október 5.     | 2019. április 13. |
| 14. | Siege of train                     | A vonat foglyai           | 2015. szeptember 3. | 2016. október 6.     | 2019. április 14. |
| 15. | The clown's magic rhapsody         | A galád bohóc             | 2015. szeptember 3. | 2016. október 10.    | 2019. április 20. |
| 16. | Ancient power                      | Ősi erő                   | 2015. szeptember 3. | 2016. október 25.    | 2019. április 21. |
| 17. | Counterattack of Dodd              | Dodd visszavág            | 2015. szeptember 3. | 2016. október 26.    | 2019. április 27. |
| 18. | Combination of wisdom              | A nyomozó és a régész     | 2015. szeptember 3. | 2016. október 27.    | 2019. április 28. |
| 19. | The scary Nado battle              | Az elhagyatott ház titkai | 2015. szeptember 3. | 2016. november 1.    | 2019. május 4.    |
| 20. | Unsteady melody                    | A muzsikus                | 2015. szeptember 3. | 2016. november 2.    | 2019. május 5.    |
| 21. | Hidden scars                       | Rejtett sebek             | 2015. szeptember 3. | 2016. november 3.    | 2019. május 11.   |
| 22. | Adventurer in Tobin tower          | A kalandor                | 2015. szeptember 3. | 2016. november 7.    | 2019. május 12.   |
| 23. | Reunion of old friends             | A feltaláló               | 2015. szeptember 3. | 2016. november 8.    | 2019. május 18.   |
| 24. | A lone Nado                        | A magányos nado           | 2015. szeptember 3. | 2016. november 9.    | 2019. május 19.   |
| 25. | Dominator of darkness              | A sötétség ura            | 2015. szeptember 3. | 2016. november 10.   | 2019. május 25.   |
| 26. | The truth across time              | A teljes igazság          | 2015. szeptember 3. | 2016. november 14.   | 2019. május 26.   |
| 27. | The real identity of Dodd          | Az áruló Árész            | 2015. szeptember 3. | 2016. november 15.   | 2019. június 1.   |
| 28. | Return to the past                 | Időutazás                 | 2015. szeptember 3. | 2016. november 16.   | 2019. június 2.   |
| 29. | The emergence of Flare Star        | Az erdei szörny           | 2015. szeptember 3. | 2016. november 17.   | 2019. június 8.   |
| 30. | The conflict between Jett and Mach | Baráti küzdelem           | 2015. szeptember 3. | 2016. november 21.   | 2019. június 9.   |
| 31. | Fight for the future               | Együtt a jövőért          | 2015. szeptember 3. | 2016. november 22.   | 2019. június 15.  |
| 32. | Disappearance of Jin               | Jin nyomában              | 2015. szeptember 3. | 2016. november 23.   | 2019. június 16.  |